# 아치비숍 (체스)

아치비숍(Archbishop)은 변형 체스 기물 중 하나이다. 나이트와 비숍을 합친 기물이다.

## 아치비숍의 가치
아치비숍은 퀸이나 챈슬러(룩+나이트)보다 약하다. 아치비숍은 킹과 함께 있을 때 상대의 킹을 체크메이트로 유도할 수 있고 킹이 없이도 비록 그것을 강제로 유도할 수는 없지만 상대방 킹이 체크메이트가 될 수 있다.

## 같이 보기
- 아마존 (체스)
- 챈슬러 (체스)